# Igor en Grichka Bogdanoff

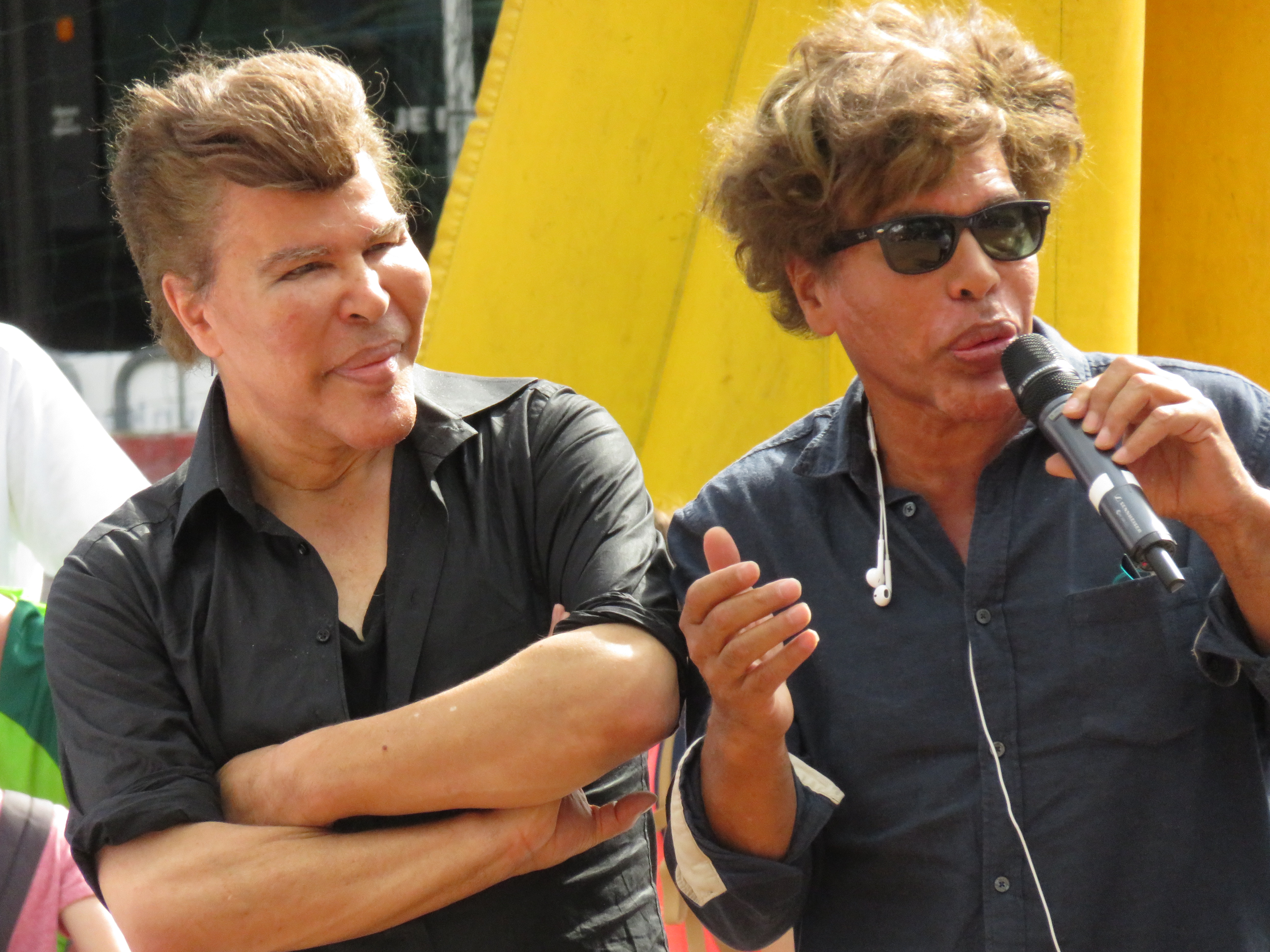
De broers Bogdanoff in 2016

Igor Joerjevitsj Bogdanoff (Saint-Lary, 29 augustus 1949 – Parijs, 3 januari 2022) en Grichka Joerjevitsj Bogdanoff (Saint-Lary, 29 augustus 1949 – Parijs, 28 december 2021), ook wel Bogdanov, waren Franse tweelingbroers die bekendheid verwierven als televisiepresentatoren, en als populaire wetenschappers en schrijvers van stukken die ergens het midden hielden tussen serieuze wetenschap en sciencefiction. Ze hielden zich bezig met de volkswetenschap en kosmologie. Ze waren betrokken bij een aantal controverses, met name de Bogdanoff-affaire, waarin werd beweerd dat de broers onzinnige artikelen over fundamentele natuurkunde schreven die niettemin werden gepubliceerd in gerenommeerde wetenschappelijke tijdschriften. Hun opvallende uiterlijk droeg ook bij aan hun bekendheid; of het nu een gevolg was van plastische chirurgie of iets anders is onduidelijk.

## Vroege jaren

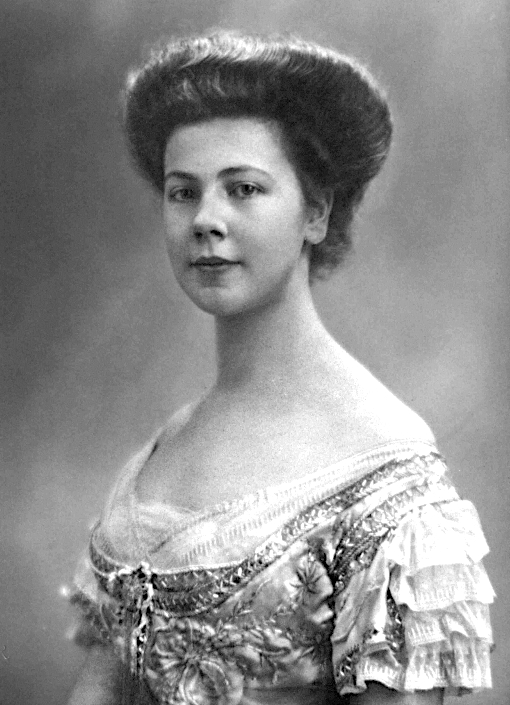
Grootmoeder van moederskant Berta Kolowrat-Krakowská

Igor en Grégoire Joerjevitsj Ostasenko-Bogdanoff waren zoons van Maria Dolores Franzyska (Maya) Kolowrat-Krakowská (1926–1982) en Yuri Mikhaïlovitch Osten-Sacken-Bogdanoff (1928–2012), een Russische schilder van Tataarse afkomst. Ze werden geboren in het Zuid-Franse Saint-Lary. Igor Bogdanoff werd 40 minuten eerder geboren dan Grichka. Ze werden opgevoed door gravin Bertha Kolowrat-Krakowská (1890–1982), de grootmoeder van moederskant, in haar kasteel in Saint-Lary. De tweeling sprak Duits en leerde ook Frans, Russisch en Engels door contact, zouden ze later zeggen, met huishoudsters en arbeiders. Hun grootmoeder sprak meerdere talen.

## Televisieprogramma's

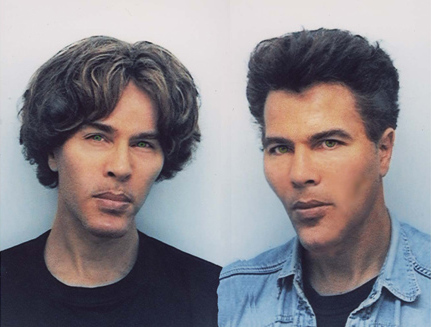
Grichka (links) en Igor (rechts) in de jaren negentig

De broers begonnen een loopbaan bij de Franse televisie en presenteerden verschillende populaire programma's over wetenschap en sciencefiction. De eerste hiervan, Temps X, liep van 1979 tot 1989.
In 2002 lanceerden de Bogdanoffs een nieuwe wekelijkse tv-show Rayons X (X Rays) op de Franse publieke zender France 2. In augustus 2004 presenteerden ze een 90 minuten durende special over kosmologie.

## Wetenschappelijke carrières
Grichka Bogdanoff behaalde in 1999 een doctoraat aan de Universiteit van Bourgondië in Dijon. In 2002 ontving Igor Bogdanoff een Ph.D. in theoretische natuurkunde aan de Universiteit van Bourgondië. Beide broers kregen het laagste voldoende cijfer, "eervol".

### De Bogdanoff-affaire

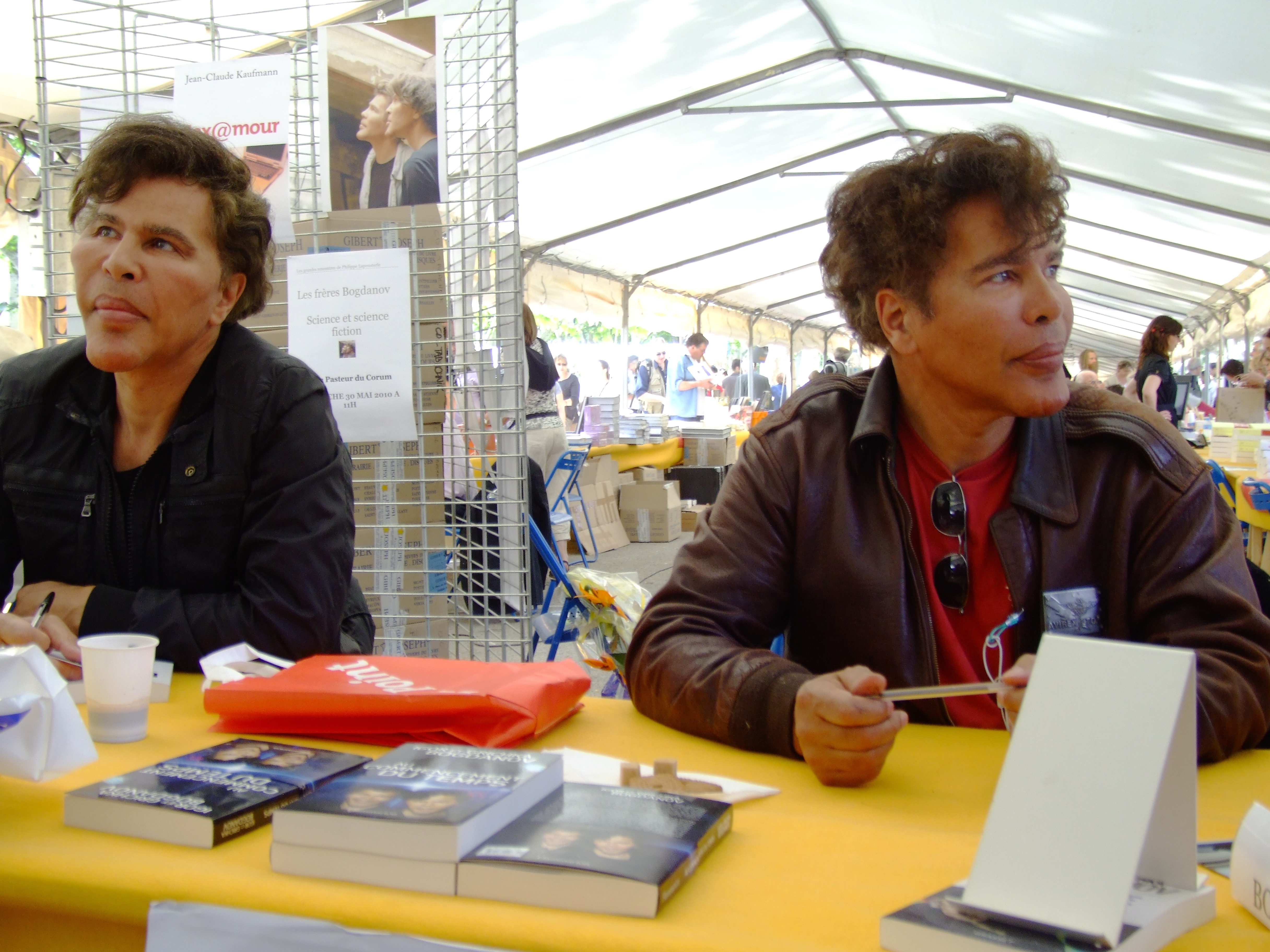
Grichka (links) en Igor (rechts) Bogdanoff

In 2001 en 2002 publiceerden de broers een vijftal artikelen (waaronder "Topologische veldtheorie van de initiële singulariteit van ruimtetijd") in diverse peer-reviewed natuurkundige tijdschriften. De controverse over het werk van het tweetal begon op 22 oktober 2002 met een mail van de natuurkundige Max Niedermaier van de Universiteit van Tours aan de natuurkundige Ezra Newman van de Universiteit van Pittsburgh. Niedermaier suggereerde dat de doctoraalscripties en papers parodieën waren, gemaakt door voorbeelden van theoretisch-fysica-jargon samen te voegen, inclusief terminologie uit de snaartheorie: "De samenvattingen zijn heerlijk betekenisloze combinaties van modewoorden... die blijkbaar serieus zijn genomen." Kopieën van de e-mail bereikten de Amerikaanse wiskundige fysicus John Baez, en op 23 oktober creëerde deze een discussiethread over het werk van de Bogdanoffs op de Usenet-nieuwsgroep sci.physics.research, getiteld "Physics bitten by reverse Alan Sokal hoax?"
Baez vergeleek de publicaties van de Bogdanoffs met de Sokal-affaire uit 1996, waarin natuurkundige Alan Sokal met succes een opzettelijk onzinnig artikel indiende bij een tijdschrift voor culturele studies om de lakse normen van dat veld voor het bespreken van wetenschap te bekritiseren. De Bogdanoffs werden al snel een populair discussieonderwerp, waarbij de meeste respondenten het erover eens waren dat de papers gebrekkig waren. Het verhaal verspreidde zich in de publieke media, wat Niedermaier ertoe bracht zijn excuses aan te bieden aan de Bogdanoffs; tevens gaf hij toe dat hij de papers niet zelf had gelezen. Het gegeven dat de broers Bogdanoff in de entertainment-sector actief waren gaf enige plausibiliteit aan het idee dat ze een opzettelijke hoax probeerden, maar Igor Bogdanoff ontkende de beschuldigingen en stelde dat hun scripties serieuze wetenschappelijke kost waren.
De online discussie werd al snel gevolgd door aandacht in de reguliere media. The Register bracht op 1 november 2002 verslag uit over het geschil en kort daarna verschenen er ook verhalen in The Chronicle of Higher Education, The New York Times en andere publicaties.

Een van de wetenschappers die het proefschrift van Igor Bogdanoff goedkeurde, Roman Jackiw van het Massachusetts Institute of Technology, stelde in een interview met New York Times-verslaggever Dennis Overbye dat hij geïntrigeerd was door het proefschrift, maar dat het veel punten bevatte die hij niet begreep. Daarentegen kwam Ignatios Antoniadis van de École polytechnique, die eerder de scriptie van Grichka Bogdanoff goedgekeurd had, op zijn oordeel terug. Antoniadis in Le Monde: 
Ik had een gunstig advies gegeven voor Grichka's verdediging, gebaseerd op een snelle en toegeeflijke lezing van de scriptietekst. Helaas, ik had het helemaal mis. De wetenschappelijke taal was slechts een schijn waarachter incompetentie en onwetendheid van zelfs elementaire fysica schuilging.

## Privé
Igor Bogdanoff had zes kinderen bij verschillende vrouwen. Hij was drie keer getrouwd; elk huwelijk draaide uit op een scheiding. De eerste keer trouwde hij met Geneviève Grad. Vervolgens trouwde hij in 1989 met de Belgische gravin Ludmilla d'Oultremont, met wie hij drie kinderen had. In 1994 scheidden Igor en Ludmilla. Zijn derde en laatste huwelijk was met schrijfster Amélie de Bourbon-Parme. Grichka Bogdanoff was niet getrouwd en had geen kinderen.
De broers, die ontkenden plastische chirurgie te hebben ondergaan, stonden bekend om hun opvallende jukbeenderen en kin. In 2010 beschreef de Sydney Morning Herald de jukbeenderen van de tweeling als 'zo hoog en bolvormig dat ze het zicht van de eigenaars belemmeren'. Deze krant merkte ook op dat de jukbeenderen van de tweeling in de jaren negentig merkbaar groter waren geworden en dat "de groei van hun lippen en kin het afgelopen decennium onverminderd doorging".
Op 15 december 2021 werd eerst Grichka en later op de dag ook Igor Bogdanoff opgenomen in het Georges Pompidou-ziekenhuis in Parijs vanwege COVID-19. Grichka Bogdanoff stierf op 28 december 2021, Igor stierf zes dagen later, op 3 januari 2022. Beiden waren niet gevaccineerd. De tweelingbroers werden 72 jaar oud.